# Júlio Gil
Júlio Coelho da Silva Gil (Lisboa, 24 de Abril de 1924 – 11 de Abril de 2004) foi um ilustrador, cartonista, caricaturista, arquitecto, pintor e escritor português.
Iniciou a sua carreira de cartonista como um representante da chamada “escola da Mocidade Portuguesa” ao ilustrar as publicações oficiais da organização. Deparou-se com maior liberdade quando passou a trabalhar para a revista Camarada, para a qual escreveu e ilustrou a série “Chico”, acerca das aventuras de um jovem  boxeur, mais tarde publicada em volumes independentes.
Em colaboração com os fotógrafos Augusto Cabrita e Nuno Calvet, escreveu para a Editorial Verbo uma série de álbums sobre a arte e a cultura portuguesa, sendo o primeiro destes, As mais belas vilas e aldeias de Portugal, publicado em 1984.

## Vida Privada
Filho de Adelino da Silva Gil e Deolinda Duarte Coelho, casou com Maria Júlia da Silva Henriques a 21 de Abril de 1946, havendo os seguintes filhos: Maria das Mercês Henriques Gil, João Pedro da Silva Henriques Gil, Maria Teresa Henriques Gil, Ana Maria Henriques Gil, Nuno Henriques Gil, Maria João Henriques Gil, Miguel Henriques Gil António Miguel Henriques Gil.

## Obra

### Aventuras do Chico
- Chico e o castelo espanhol / texto e il. de Júlio Gil.  2a ed.  [LIsboa] : Pórtico, [D.L. 1966].
- Chico e as jóias roubadas / texto e il. de Júlio Gil.  2a ed.  Porto : Pórtico [D.L. 1967].
- Chico e o campeão desaparecido / Júlio Gil.  2a ed.  [S.l.] : Pórtico, [196-?].
- Chico e o tesouro de Brés / Júlio Gil.  1a ed. : Pórtico, [196-?]
- Chico e o ídolo / Júlio Gil.  Porto : Pórtico [197-?].

### Álbums dedicados à arquitectura portuguesa
- As mais belas vilas e aldeias de Portugal / texto de Júlio Gil ; fot. de Augusto Cabrita.  1a ed.  Lisboa : Verbo, cop. 1984.
- Os mais belos castelos e fortalezas de Portugal / texto de Júlio Gil ; fotografia de Augusto Cabrita ; pref. J. Veríssimo Serrão.  1a ed.  Lisboa : Verbo, cop. 1986.
- Os mais belos palácios de Portugal / Júlio Gil ; fot. Nuno Calvet.  1a ed.  Lisboa : Verbo cop. 1992.
- As mais belas cidades de Portugal / texto de Júlio Gil ; fot. Nuno Calvet.  Lisboa : Verbo, cop. 1995.
- Nossa Senhora de Portugal : santuários marianos / texto Júlio Gil ; fot. Nuno Calvet.  1a ed.  Lisboa : Intermezzo-Audiovisuais, 2003.

### Livros Ilustrados
- Tronco em flor... / João Carlos Beckert d'Assumpção ; il. Júlio Gil.  Lisboa : Mocidade Portuguesa, 1944.
- O mistério da serra interdita / Patrick Al-Cane ; trad. Dutra Faria ; Lisboa : Tipografia Olegário Fernandes, 1945.
- O pequenino pastor / contado [e] il. Júlio Gil.  [S.l.] : J. Gil, [D.L. 1951].
- Passos brigantinos numa trilogia de glórias / PEREIRA FORJAZ; il. Júlio Gil.  Lisboa : Fundação Casa de Bragança, 1953.
- Cantares de todo o ano : selecção de cantigas populares portuguesas / [compil.] Júlio Evangelista ; capa e il. de Júlio Gil.  [Lisboa] : Campanha Nacional de Educação de Adulto, 1956.
- Brisa dos tempos idos : novelas históricas / Adelino Peres Rodrigues ; il. Júlio Gil, José António Marques; capa de Júlio Gil.  Lisboa : [s.n.] 1957 ).
- Os melhores contos de Thomas Mann / sel. Manuel de Seabra ; pref. Domingos Monteiro ; des. de Júlio Gil.  Lisboa : Arcádia, imp. 1958.
- A galinha verde / Ricardo Alberty ; com des. de Júlio Gil.  Lisboa : Ática, imp. 1959.
- De Tomar / Amorim Rosa ; il. Júlio Gil.  Tomar : Com. Central das Comemorações, 1960.
- As raízes de Angola / João Falcato ; il. de Júlio Gil.  1a publ.  [Lisboa] : Notícias 1962.
- Histórias que ela contou / Maria Emília Freire ; il. Júlio Gil.  [Lisboa] : Empr. Nac. de Publicidade, [D.L. 1963].
- Portugal maior : livro de leituras portuguesas para o ensino técnico profissional / org. Augusto Reis Góis, Antonino Henriques ; colab. Virgílio Couto ; ilustr. M. M. Calvet de Magalhães, Júlio Santos, Júlio Gil.  12a ed.  Lisboa : Liv. Popular de Francisco Franco [deposit.] [D.L. 1964].
- Poesia para a juventude : antologia / il. Júlio Gil.  Lisboa : Serviço de Publicações da M. P. 1967.
- À Lisboa das naus, cheia de glória / António Nobre ; [il.] Júlio Gil.  Lisboa : Câmara Municipal, 1967.
- Levíssimo comentário (selecção de desenhos legendados publicados no Diário de Notícias), Lisboa: Editorial Notícias/ENP, 1970.
- Romance da gata preta : fábulas e outras poesias / Patrícia Joyce ; capa e il. de Júlio Gil.  2a ed.  Lisboa : Sociedade de Expansão Cultural, 1972.
- Pedro e o mágico : histórias maravilhosas / António Quadros ; il. Júlio Gil.  Lisboa : Empr. Nac. de Publicidade, cop. 1972.
- Exposição de livros juvenis [ policopiado : 1973 : catálogo / Ministério da Educação Nacional. Direcção Geral da Educação Permanente ; compil. e coord. de Manuela Nogueira ; il. de Júlio Gil ; [colab.] Maria Isabel Mendonça Soares e Maria Alice Andrade Santos.  Lisboa : D.G.E.P., [1973].
- O pirilampo do bairro : conto de Natal / Soledade Summavielle ; capa e il. Júlio Gil.  [Lisboa] : Sociedade de Expansão Cultural 1972.
- Auto da Joanita e da fonte : peça em 1 acto e 1 quadro / Patrícia Joyce ; capa e il. de Júlio Gil.  2a ed.  Lisboa : Sociedade de Expansão Cultural, 1973.
- Auto dos quatro meninos : peça em 1 acto e 8 quadros / Patrícia Joyce ; il. capa e il. de Júlio Gil.  2a ed.  Lisboa : Sociedade de Expansão Cultural, 1973.
- Em demanda do Grão-Cataio / Beckert d'Assumpção ; il. de Júlio Gil.  Lisboa : Empr. Nac. de Publicidade [distrib.], 1973.
- Os outros e eu / Maria Natália Lima ; il. Júlio Gil.  Lisboa : Verbo, [cop. 1974].
- A raposa Terrível e a pata Capitolina / Patrícia Joyce ; il. Júlio Gil.  Lisboa : Sociedade de Expansão Cultural 1977.
- Carlota e o clube secreto / Gretha Stevns ; il. de Júlio Gil.  Lisboa : Verbo imp. 1979.
- Rumo à planície / Olga Alves ; il. Júlio Gil.  Lisboa : Pórtico, [197?].
- Carlota e os contrabandistas / Gretha Stevns ; trad. de Helle de Freitas ; il. de Júlio Gil ; capa de José Antunes.  Lisboa : Verbo, imp. 1979.
- Carlota está com sorte / Gretha Stevns ; il. de Júlio Gil.  Lisboa : Verbo imp. 1979.
- Carlota na Noruega / Gretha Stevns ; il. de Júlio Gil.  Lisboa : Verbo imp. 1980.
- Carlota e a festa de Natal / Gretha Stevns ; il. de Júlio Gil.  Lisboa : Verbo imp. 1980.
- Carlota e Mariana / Gretha Stevns ; il. de Júlio Gil.  Lisboa : Verbo imp. 1980.
- A liberdade e eu / Mária Natália Lima ; il. Júlio Gil.  2a ed.  Lisboa : Verbo, imp. 1980.
- Carlota e as férias grandes / Gretha Stevns ; il. de Júlio Gil.  Lisboa : Verbo imp. 1980.
- Carlota em acção / Gretha Stevens ; il. de Júlio Gil.  Lisboa : Verbo, imp. 1981.
- Carlota tudo vence / Gretha Stevns ; trad. Inga Gullander ; il. Júlio Gil.  Lisboa : Verbo, imp. 1981.
- Carlota dá que falar / Gretha Stevns ; trad. de Inga Gullander ; il. de Júlio Gil.  Lisboa : Verbo, imp. 1981.
- Vinhos e queijos portugueses : umguia muito prático / com base nas informações técnicas fornecidas por Virgílio Dantas e Décia Carreira ; il- de Júlio Gil.  2a ed.  Lisboa : Verbo 1982.
- Carlota no alto mar / Gretha Stevns ; trad. Inga Gullande ; capa Augusto Trigo ; il. Júlio Gil.  Lisboa : Verbo, imp. 1982.
- Carlota e o pescador / Gretha Stevns ; il. de Júlio Gil.  Lisboa : Verbo imp. 1982.
- Carlota não pára / Gretha Stevns ; il. de Júlio Gil.  Lisboa : Verbo imp. 1982.
- Carlota em novas aventuras / Greta Stevns ; il. Júlio Gil ; trad. Inga Gullander.  Lisboa : Verbo, imp. 1982.
- Carlota e o clube secreto / Gretha Stevns ; il. de Júlio Gil.  Lisboa : Verbo, imp. 1982.
- Carlota em boa forma / Gretha Stevns ; trad. de Inga Gullander ; il. de Júlio Gil.  Lisboa : Verbo, imp. 1982.
- Carlota está com sorte! / Gretha Stevns ; trad. de Helle de Freitas ; il. de Júlio Gil.  Lisboa : Verbo, imp. 1982.
- O mistério do bangaló / Carolyn Keene ; il. de Júlio Gil.  Lisboa : Verbo, imp. 1983.
- Grandes génios da medicina / il. Julio Gil.  Lisboa : Verbo, imp. 1983.
- Carlota perde a timidez / Greta Stevns ; il. de Júlio Gil ; trad. Inga Gullander.  Lisboa : Verbo, imp. 1983.
- O mistério da estalagem / Carolyn Keene ; il. de Júlio Gil.  Lisboa : Verbo, imp. 1983.
- O tesouro da torre / Franklin W. Dixon ; il. de Júlio Gil ; trad. de Maria Helena Lopes Ribeiro.  Lisboa : Verbo, imp. 1983.
- Carlota dá que falar / Gretha Stevns ; trad. de Inga Gullander ; il. de Júlio Gil ; capa de José Antunes.  Lisboa : Verbo, imp. 1984.
- Mistério na marginal / Franklin W. Dixon ; il. de Júlio Gil ; trad. Maria Luísa Santos.  Lisboa : Verbo, imp. 1984.
- 15 histórias da Idade Média / coord. Maria Adelaide Couto Viana ; il. Georges Pichard e Júlio Gil ; trad. Ricardo Alberty.  Lisboa : Verbo, imp. 1984.
- A carta misteriosa / Carolyn Keene ; il. de Júlio Gil.  Lisboa : Verbo, imp. 1984.
- Em busca do ouro escondido / Franklin W. Dixon ; il. de Júlio Gil ; trad. Maria Cristina Varela.  Lisboa : Verbo, imp. 1984.
- A quinta do portão vermelho / Carolyn Keene ; il. de Júlio Gil.  Lisboa : Verbo, imp. 1984.
- O segredo do rancho das sombras / Carolyn Keene ; il. de Júlio Gil.  Lisboa : Verbo, imp. 1984.
- A pista do medalhão quebrado / Carolyn Keene ; il. de Júlio Gil ; trad. de Maria Margarida Casola Vieira da Silva.  Lisboa : Verbo, imp. 1985.
- A senha dos raptores / Carolyn Keene ; il. de Júlio Gil.  Lisboa : Verbo, imp. 1985.
- O sinal das velas / Carolyn Keene ; il. de Júlio Gil.  Lisboa : Verbo, imp. 1985.
- Filipa e a prisioneira da ilha / Marguerite Thiébold ; il. de Júlio Gil ; trad. de Maria Adelaide Couto Viana.  Lisboa : Verbo, imp. 1985.
- Filipa e a aldeia em perigo / Marguerite Thiébold ; il. de Júlio Gil ; trad. de Ricardo Alberty.  Lisboa : Verbo, imp. 1985.
- O relógio perigoso / Franklin W. Dixon ; il. de Júlio Gil ; trad. Ana Maria Rabaça.  Lisboa : Verbo, imp. 1985.
- Os ladrões do aeroporto / Franklin W. Dixon ; il. de Júlio Gil.  Lisboa : Verbo, imp. 1985.
- Filipa e a rosa de ouro / Marguerite Thiébold ; trad. de Ricardo Alberty ; il. de Júlio Gil.  Lisboa : Verbo, imp. 1986.
- A marca na porta / Franklin W. Dixon ; il. de Júlio Gil ; trad. de Maria Adelaide Namorado Freire.  Lisboa : Verbo, imp. 1986.
- Pegadas sob a janela / Franklin W. Dixon ; il. de Júlio Gil ; trad. Ana Maria Sampaio Pinho.  Lisboa : Verbo, imp. 1986.
- Grandes figuras da História de Portugal / org. António Maria Zorro ; il. Júlio Gil.  Lisboa : Verbo, imp. 1986.
- O mistério do amuleto de marfim / Carolyn Keene ; il. de Júlio Gil ; trad. de Maria da Fé Rodrigues Peres.  Lisboa : Verbo, imp. 1986.
- Filipa e o enigma de rocha negra / Marguerite Thiébold ; il. de Júlio Gil ; trad. de Maria Guerne.  Lisboa : Verbo, imp. 1986.
- O mistério da casa abandonada / Franklin W. Dixon ; il. Júlio Gil ; trad. Ana Maria Lemos Vacas.  Lisboa : Verbo, imp. 1987.
- Filipa e o testamento secreto / Marguerite Thiébold ; il. de Júlio Gil ; trad. Fernanda Leitão.  Lisboa : Verbo, imp. 1986.
- Pegadas sob a janela / Franklin W. Dixon ; il. de Júlio Gil ; trad. Ana Maria Sampaio Pinho.  Lisboa : Verbo, imp. 1986.
- A mensagem no carvalho oco / Carolyn Keene ; il. de Júlio Gil ; trad. Maria da Assunção Beja Neves.  Lisboa : Verbo, imp. 1986.
- A escada misteriosa / Carolyn Keene ; il. de Júlio Gil.  Lisboa : Verbo, imp. 1987.
- O estranho olho de vidro / Franklin W. Dixon ; il. de Júlio Gil ; trad. Maria Cristina Varela Ramos.  Lisboa : Verbo, imp. 1987.
- A estátua murmurante / Carolyn Keene ; il. de Júlio Gil ; trad. Margarida Vieira.  Lisboa : Verbo, imp. 1987.
- O caso dos sinais fatídicos / Franklin W. Dixon ; il. de Júlio Gil ; trad. Ana Maria Sampaio Pinho.  Lisboa : Verbo, imp. 1987.
- A ponte assombrada / Carolyn Keene ; il. de Júlio Gil ; trad. Maria da Fé Rodrigues Peres.  Lisboa : Verbo, imp. 1987.
- Filipa e o jovem cigano / Marguerite Thiébold ; il. de Júlio Gil ; trad. Maria Guerne.  Lisboa : Verbo, imp. 1987.
- Filipa e o velho coleccionador / Marguerite Thiébold ; il. de Júlio Gil ; trad. Maria Guerne.  Lisboa : Verbo, imp. 1987.
- O mistério da lagoa / Franklin W. Dixon ; il. de Júlio Gil ; trad. Anabela .  Lisboa : Verbo, imp. 1987.
- Filipa e a voz misteriosa / Marguerite Thiébold ; il. de Júlio Gil ; trad. de Maria Adelaide Couto Viana.  Lisboa : Verbo, imp. 1987.
- O mistério da casa abandonada / Franklin W. Dixon ; il. Júlio Gil ; trad. Ana Maria Lemos Vacas.  Lisboa : Verbo, imp. 1987.
- A casa dos gatos persas / Carolyn Keene ; il. de Júlio Gil ; trad. Maria Júlia Beirão de Brito.  Lisboa : Verbo, imp. 1988.
- Filipa e a carta escondida / Marguerite Thiébold ; il. Júlio Gil ; trad. de Maria Guerne.  Lisboa : Verbo, imp. 1988.
- Filipa e o segredo da torre / Marguerite Thiébold ; il. Júlio Gil ; trad. Maria Guerne.  Lisboa : Verbo, imp. 1988.
- A maldição do faraó / Franklin W. Dixon ; il. Júlio Gil ; trad. Fernanda Maria da Silva Tavares.  Lisboa : Verbo, : imp. 1988.
- Intriga a bordo / Carolyn Keene ; il. de Júlio Gil ; trad. Maria Selene Santos.  Lisboa : Verbo, imp. 1989.
- Filipa e a gruta das ametistas / Marguerite Thiébold ; il. Júlio Gil.  Lisboa : Verbo, D.L. 1989.
- Os assaltantes invisíveis / Franklin W. Dixon ; il. Júlio Gil ; trad. Teresa Cristina R. Correia Nunes.  Lisboa : Verbo, imp. 1989.
- Convento de Cristo / Luís Maria Pedrosa dos Santos Graça ; il. Júlio Gil.  Lisboa.  Mafra : ELO, 1991.
- Mosteiro da Batalha / Sérgio Guimarães de Andrade ; il. Júlio Gil.  Lisboa : Elo, 1991.
- Pousada da rainha Santa Isabel : história das histórias de um castelo / Joaquim Vermelho ; il. Júlio Gil.  Lisboa.  Mafra : ELO, 1992.
- Contos em memória / João Osório de Castro ; il. Júlio Gil.  Lisboa.  Mafra : Elo, 1991-.
- A arte de ser pai : cartas de Eça de Queiroz para os seus filhos / introd., coment. e notas de Beatriz Berrini ; il. Júlio Gil.  Lisboa : Verbo, imp. 1992.
- Pousada de Santa Marinha da Costa / Barroso da Fonte ; fot. Francisco d'Almeida Dias ; il. Júlio Gil.  Lisboa : ELO, 1995.
- Ave Maria / il. Júlio Gil ; textos Leonor de Sousa Mendes, Manuel Vieira da Cruz.  1.a ed.  Lisboa : Grifo, 1996.
- Pai Nosso / Júlio Gil, Leonor de Sousa Mendes, Manuel Vieira da Cruz.  1a ed.  Lisboa : Grifo, 1996.
- Porto : a aventura de um grande vinho / texto António Luís Ferronha ; il. Júlio Gil ; coord. João Osório de Castro.  [Mafra] : Elo, D.L. 1997.
- Poesia 1943-1990 / Júlio Evangelista ; estudo António Manuel Couto Viana ; il. de Júlio Gil.  1a ed.  Lisboa : Universitária 2001.

### Capas de Livros
- Era uma vez... um dragão : teatro infantil / António Manuel Couto Viana ; capa de Júlio Gil.  [S.l. : s.n.], 1950.
- Marcelino pão e vinho : para os pais contarem aos filhos / José Maria Sánchez-Silva ; il. de Lorenzo Goñi ; trad. do espanhol por Ferreira Alves ; capa de Júlio Gil.  4a ed.  Lisboa : Portugália, 1956.
- Aventura no céu de Marcelino pão e vinho : para os pais contarem aos filhos / José Maria Sánchez-Silva ; il. de Lorenzo Goñi ; capa de Júlio Gil ; trad. do espanhol por Ferreira Alves.  Lisboa : Portugália, imp. 1957.
- Grandes portugueses / Agostinho Macedo...[et al.] ; il. Baptista Mendes...[et al.] ; capa de Júlio Gil.  Lisboa : [s.n.], 1962?].
- Poesia / Tomaz de Figueiredo ; pref. de António Cândido Branco ; capa com desenho inédito de Júlio Gil.  Lisboa : Imp. Nac.-Casa da Moeda, 2003.
- Os bem-aventurados Francisco e Jacinta : pastorinhos de Nossa Senhora / comp. do Padre Luís Kondor ; il. de Mercês Gil e Júlio Gil.  Fátima : Secretariado dos Pastorinhos, imp. 2009.